# Acanthopelma
Acanthopelma è un genere  di ragni della famiglia Theraphosidae.
È l'unico genere della sottofamiglia Acanthopelminae.
Al genere Acanthopelma appartengono due specie: 
- Acanthopelma rufescens F. O. P.-Cambridge, 1897 - America centrale
- Acanthopelma beccarii Caporiacco, 1947 - Guyana.